# Người Việt tại Paris
Paris là một trong những thành phố tập trung nhiều Việt kiều nhất.

## Lịch sử
Từ cuối thế kỉ 19, sau khi Việt Nam trở thành thuộc địa của Pháp, người Việt dần xuất hiện ở thành phố này: những sinh viên tới Paris học, nhiều người vì các lý do khác cũng tới đây. Suốt thế kỉ 20, trong những người Việt đã từng sống ở Paris, không ít đã trở thành các nhân vật đóng vai trò quan trọng trong lịch sử Việt Nam hiện đại. Một số khác trở thành những trí thức, nghệ sĩ lớn.
Đầu thế kỉ 20, một số người Việt đi lính cho Quân đội Pháp tham gia Chiến tranh thế giới thứ nhất rồi ở lại Pháp. Năm 1911, với tên Văn Ba, Hồ Chí Minh sang Pháp và đã sống nhiều năm ở Paris. Tại thành phố này, cùng Phan Chu Trinh và Phan Văn Trường, Nguyễn Thế Truyền, Hồ Chí Minh đã viết Yêu sách của nhân dân An Nam đăng trên báo L'Humanité và tham gia nhiều hoạt động đấu tranh khác.
Trong thập niên 1920, những gia đình giàu có tiếp tục gửi con cái sang Paris học. Trong số đó có cả Thái tử Vĩnh Thụy - người trở thành vua Bảo Đại sau này - và Nguyễn Hữu Thị Lan - tức Nam Phương Hoàng hậu, vợ của Bảo Đại. Công tử Bạc Liêu cũng từng học ở Paris và để lại một đứa con với một phụ nữ Pháp ở đây. Ngô Đình Nhu học ở École nationale des chartes trước khi về Việt Nam trở thành một chính khách quan trọng. Những sinh viên học ở Paris trở về miền Bắc như Hoàng Xuân Hãn, Nhất Linh, Trần Đức Thảo, Trần Đại Nghĩa, Tạ Quang Bửu... đã tạo thành tầng lớp trí thức ưu tú của Việt Nam thế kỉ 20. Nhiều trí thức, nghệ sĩ của miền Nam cũng học ở thành phố này như Phạm Duy, Nguyên Sa, Phạm Trọng Cầu, Cung Trầm Tưởng, Lê Dân, Lê Mộng Hoàng... Và họ đã sáng tác nhiều tác phẩm về Paris, như: Mùa thu không trở lại, Paris có gì lạ không em, Mùa thu Paris...
Một số sinh viên sau khi học xong đã ở lại Paris và cũng là những trí thức, nghệ sĩ danh tiếng như Trần Văn Khê, Lê Mộng Nguyên, Trần Thanh Vân, Nguyễn Quang Riệu, Trương Trọng Thi... Năm 1964, Tổng hội Sinh viên Việt Nam tại Paris được thành lập, được xem là tổ chức lâu đời nhất của người Việt ở nước ngoài và còn hoạt động liên tục đến nay. Những biến động chính trị ở miền Nam cũng khiến một vài nhân vật rời Việt Nam đến sống ở Paris như Bảy Viễn, Trần Lệ Xuân.

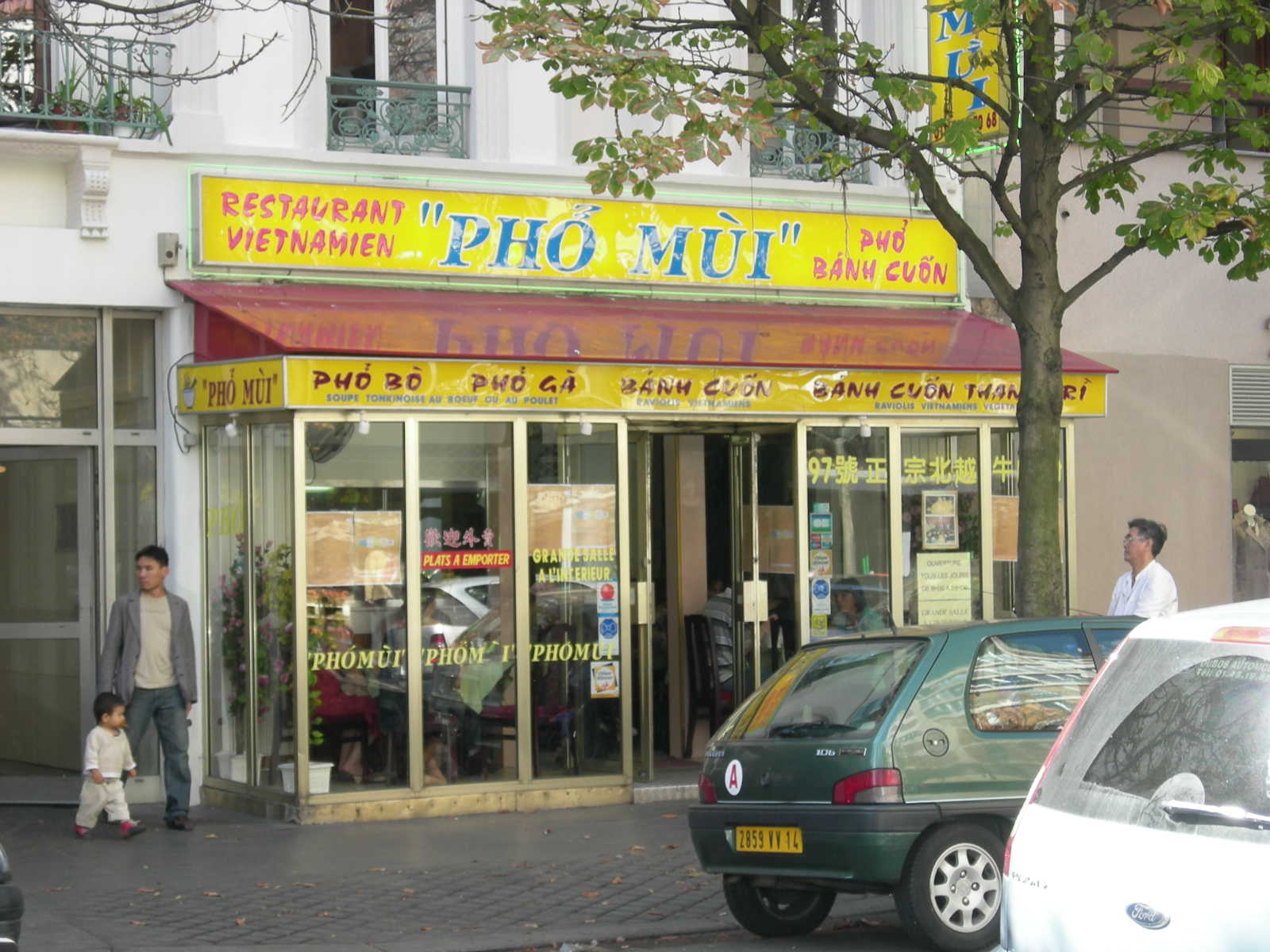
Quán Phở Mùi ở Chợ Tàu

### Tổng số người Việt
Nhưng phải từ sau năm 1975, cộng đồng người Việt ở Paris mới thực sự trở nên đông đảo. Những người Việt rời Việt Nam sau chiến tranh, một số không nhỏ tới Pháp và định cư tại thủ đô. Không có thống kê chính xác về số người Việt ở Paris và các con số ước tính cũng rất chênh lệch. Trong một bài viết trên báo Lao động, tác giả đưa ra con số khoảng 300.000 người. Một bài báo trên Người Viễn xứ cho rằng số Việt kiều ở Paris khoảng 400.000 người. Nhưng theo con số của Uỷ ban về người Việt Nam ở nước ngoài thuộc Bộ Ngoại giao đưa ra trên tạp chí Quê hương thì tổng số người Việt ở Pháp chỉ khoảng 250.000 người. Nước Pháp cũng không có con số thống kê chính thức bởi theo hiến pháp, các cuộc điều tra dân số không đặt những câu hỏi về chủng tộc và tôn giáo. Nhưng về nơi sinh, theo cuộc điều tra năm 1999, toàn bộ khu vực Paris có khoảng hơn 2 triệu người sinh ngoài lãnh thổ chính quốc Pháp, vì vậy con số Việt kiều khó có thể tới 300 ngàn người.

### Phân bố trong thành phố
Cũng giống với cộng đồng châu Á nói chung, những người Việt sống rải rác trong Paris và ngoại ô thành phố, nhưng Chợ Tàu ở quận 13 vẫn là nơi giao lưu quan trọng. Ngoài ra, về tôn giáo, những người Việt có một giáo xứ ở quận 17 và một vài ngôi chùa nằm ở ngoại ô, như Trúc Lâm Thiền Viện ở Villebon-sur-Yvette khánh thành năm 1990. Bên cạnh phần đông người Việt làm việc trong các công sở, một số không nhỏ khác mở các nhà hàng Việt Nam tập trung ở khu phố Tàu và rải rác khắp thành phố. Ngoài những trí thức trong các trường đại học, một số đã thành công ở những lĩnh vực khác như các nhà tạo mẫu Barbara Bùi, Jean Dinh Van, đạo diễn Trần Anh Hùng, diễn viên Phạm Linh Đan...
Tới cuối thập niên 1990, sau thời kì Đổi mới, số lượng sinh viên Việt Nam đi học ở nước ngoài dần tăng nhanh. Với các chính sách hỗ trợ cho giáo dục, Pháp là một điểm đến phổ biến và quan trọng. Paris trở thành một trong những thành phố thu hút sinh viên Việt Nam nhất. Vào năm 2003, số sinh viên Việt Nam đang học tại Pháp là 4.000 người, trong đó một số không nhỏ sống ở Paris. Rất nhiều sinh viên từng đạt giải trong các kì thi Olympic toán, lý quốc tế đã tới học tại Trường Bách khoa Paris. Với số lượng đông đảo, các sinh viên ở Paris đã tập hợp thành một vài tổ chức nhỏ. Ngày 26 tháng 3 năm 2004, Hội sinh viên Việt Nam tại Pháp - UEVF được chính thức thành lập tại trường Đại học Paris IV-Sorbonne. Một vài sinh viên Việt Nam thế hệ này đã bắt đầu giành được thành công, như Ngô Bảo Châu nhận được giải Clay năm 2004 và Huy chương Fields năm 2010...